# Bidens odora
Bidens odora là một loài thực vật có hoa trong họ Cúc. Loài này được (Sherff) T.G.J.Rayner mô tả khoa học đầu tiên năm 1992.